# 御代参街道

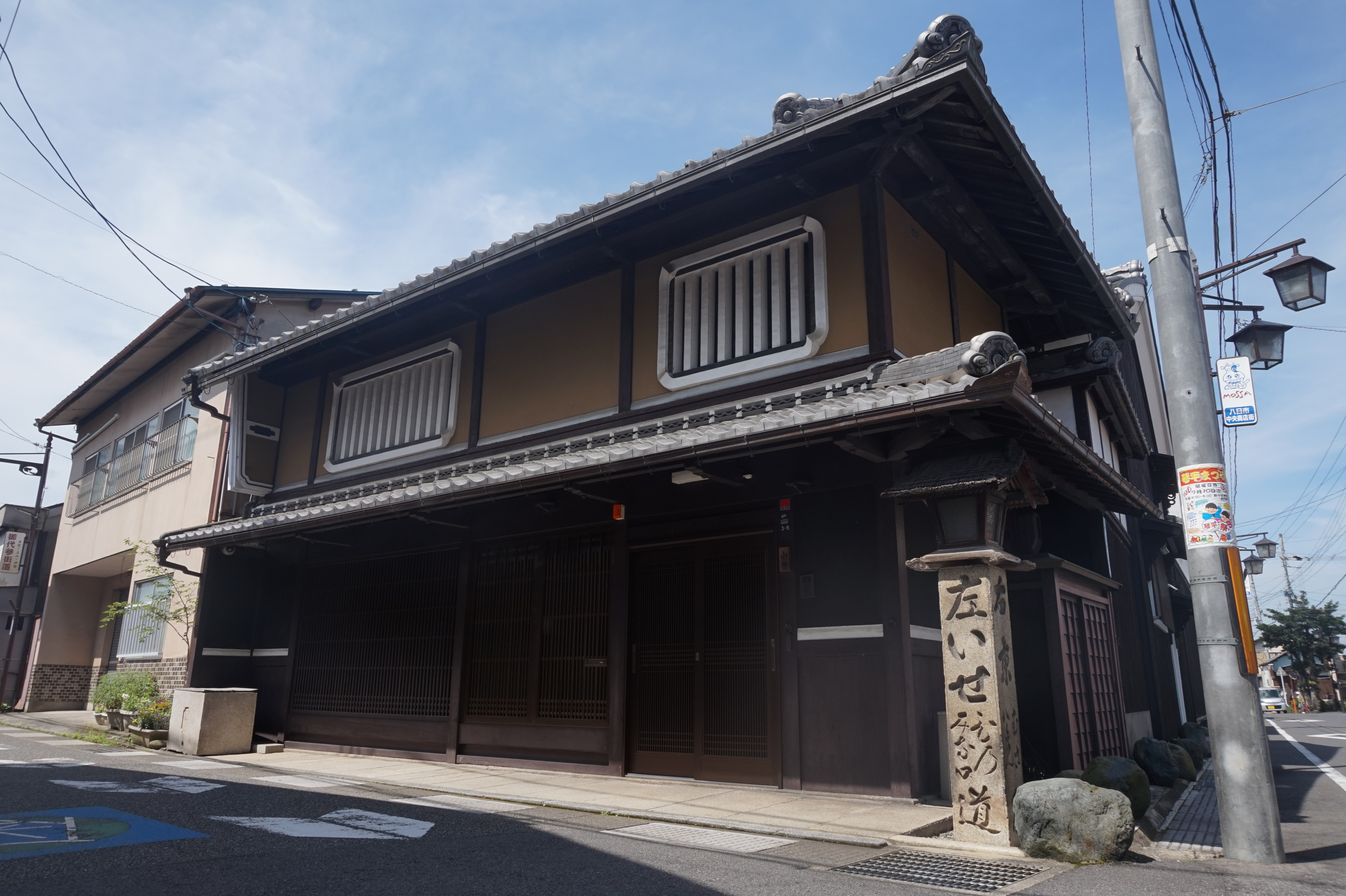
御代参街道と八風街道の交点に残る道標と町家。東近江市八日市清水1丁目。

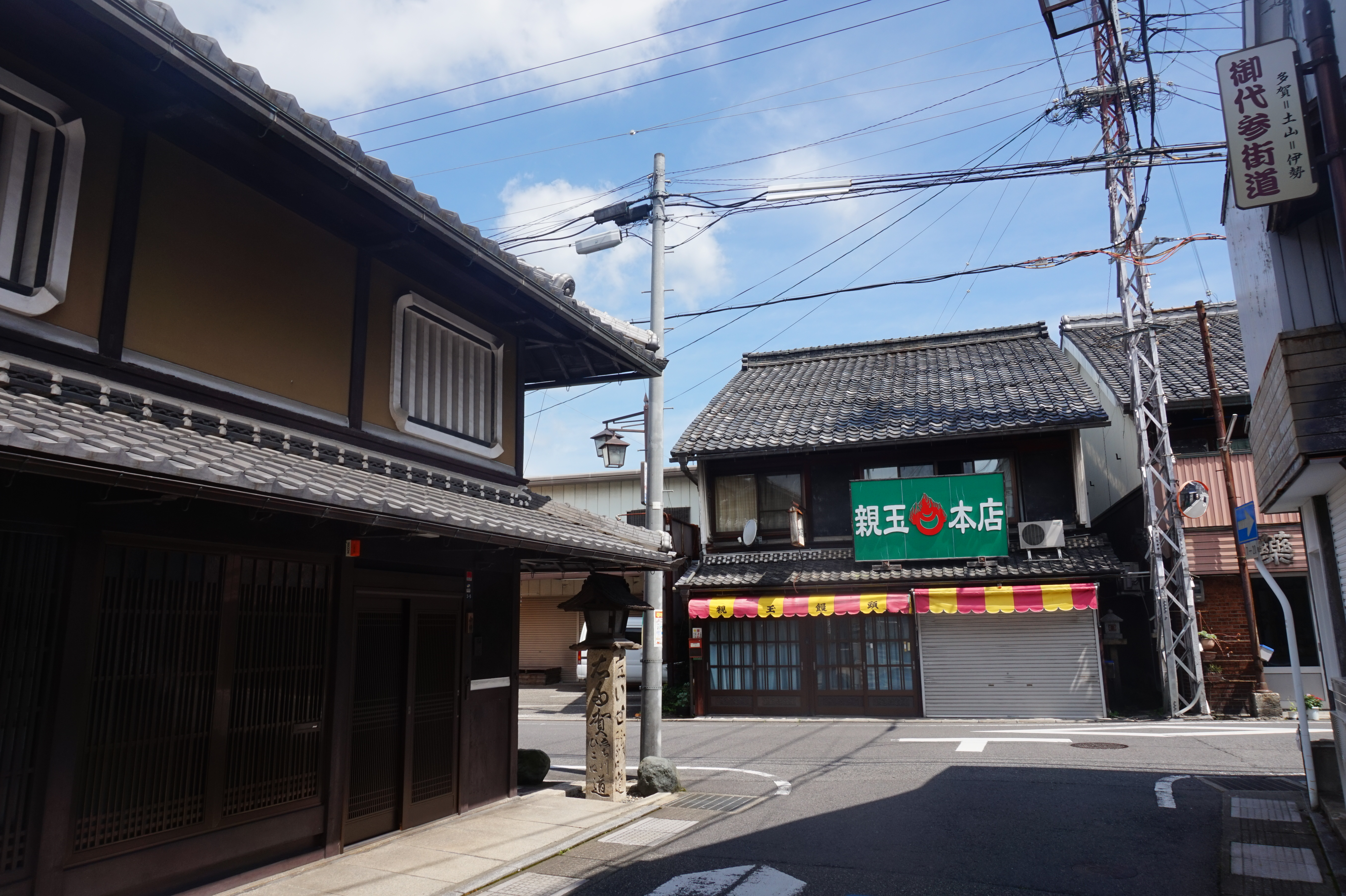
御代参街道と八風街道の交点。東近江市八日市清水1丁目。

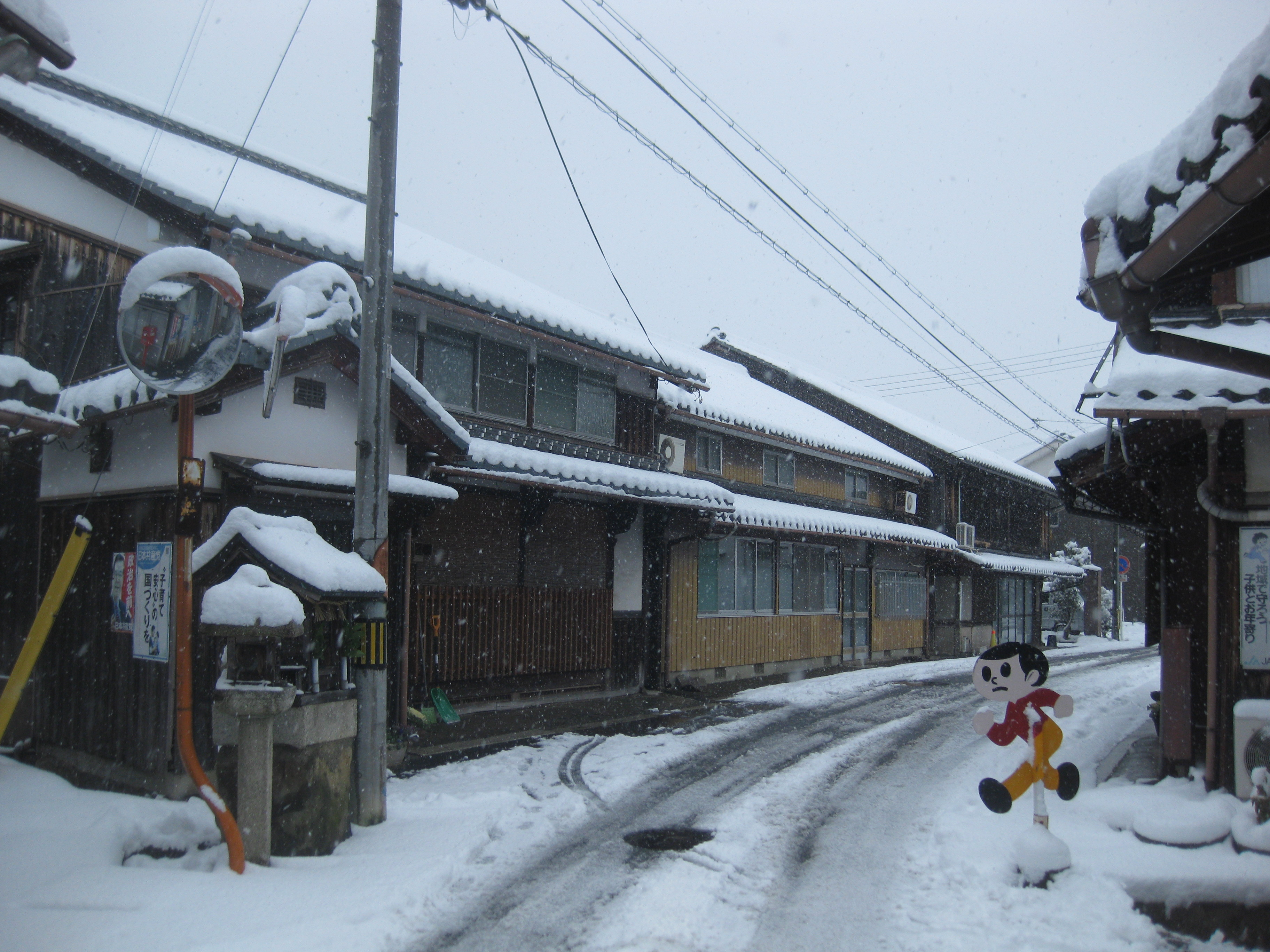
東近江市建部日吉町付近の旧御代参街道。

御代参街道（ごだいさんかいどう）は、江戸時代に近江国に整備された脇街道。東海道土山宿（現・甲賀市）から中山道小幡（現・東近江市）までの約36kmを結ぶ。東海道脇街道、北国越安土道、伊勢道、市道とも呼ばれる。
春日局が1640年（寛永17年）に伊勢神宮から多賀大社へ参詣した際に整備されたと伝えられている。江戸中期頃には京の公卿たちの間で年に3回（正月・五月・九月）伊勢神宮と多賀社へ代参の名代を派遣する習慣があり、その際に利用されたことから「御代参街道」の呼称が生まれた。ただし江戸期の文献には「御代参街道」との記述はあまり見られず、1868年（慶応4年）の記述が初見である。また、土山の道標には「右北国たが街道　ひの八まん道」とあることから、北国への最短経路としても利用されていたと考えられる。
「お伊勢参らばお多賀へおいやれ（参れ）、お伊勢お多賀の子でござる」とうたわれ、多賀神社への参詣が宣伝されており、この道は庶民の参詣に盛んに用いられた。
現在この街道の役割を引き継いでいるのは、道路では県道52号線、同45号線、同46号線、国道477号線、滋賀県道41号線など、鉄道では近江鉄道本線となる。ただし近江鉄道は日野から南は笹尾峠を通らずに甲賀市水口町へ向かっている。

## 経路
- 土山宿（甲賀市）
- 笹尾峠
- 鎌掛宿（日野町鎌掛）
- 石原宿（日野町石原）
- 岡本宿（東近江市蒲生岡本町）
- 八日市宿（東近江市、旧八日市町・中野村）
- 小幡宿（東近江市五個荘小幡町）

## 沿線・周辺の文化財
- 正法寺・宝塔（重要文化財）
- 比都佐神社・宝篋印塔（重要文化財）
- 湧泉寺・九重塔（重要文化財）
- 高木神社・本殿、境内社日吉神社本殿（ともに重要文化財）
- 赤人寺・七重塔（重要文化財）
- 布施神社・主屋、正門、隠居所（ともに重要文化財）
- 鎌掛谷ホンシャクナゲ、鎌掛屏風岩（ともに天然記念物）
- 小幡人形